# Aheiyou Tu’erxun
Aheiyou Tu’erxun (chiń. upr. 阿黑由·吐尔逊; pinyin Āhēiyóu Tǔ’ěrxùn; ur. 2000) – chiński zapaśnik walczący w stylu wolnym. 
Brązowy medalista mistrzostw Azji w 2025. Drugi na mistrzostwach Azji juniorów w 2019 roku. 